# A Graveyard of Empty Bottles
A Graveyard of Empty Bottles — мини-альбом британской группы The Dogs D’Amour, выпущенный в 1989 году звукозаписывающей компанией China Records. Наиболее успешный релиз квартета, который попал в верхнюю часть национального хит-парада UK Albums Chart, заняв там 16-ю строчку.

## Об альбоме
В конце 1980-х полностью акустические релизы для хард-рок-групп, по определению тяготевших к электрозвучанию, были ещё в диковинку. Поэтому лидеру The Dogs D’Amour Тайле пришлось давать разъяснение: «Dogs не становятся акустической группой, но здесь столько же Dogs, как и во всём, что было создано до сих пор. Это просто мягкие песни для жёстких людей». Пластинка состояла из восьми песен, записанных за 10 дней в лондонской Smokehouse Studios в канун католического Рождества 1988 года. При чём каждая её сторона носила собственное название: первая — «Бар „Голубая кровь“», вторая — «Пятый виски». Пара композиций была посвящена деятелям западной культуры: киноактёру Эрролу Флинну и писателю Чарльзу Буковски.

## Восприятие
Британская пресса комплиментарно встретила миньон. Контраст представленной на нём музыки с громким рок-н-роллом, с которым всегда ассоциировалась группа, был крайне необычен и привлекателен. Кен Кесслер из Hi-Fi News & Record Review поставил работе наивысшую оценку как за качество самой записи так и за исполнительское мастерство. Он был явно удивлён тем фактом, что британский до мозга костей коллектив так напоминает лучшие примеры американского южного рока, «особенно тех гитаристов, которые звучат так, словно купаются в самогоне», а также оперативностью, с которой была записана эта работа. После чего делал вывод, что возможно поэтому результат звучит столь «свободно, интимно, приземлённо и непринуждённо» и порекомендовал читателям поспешить с покупкой пластинки, поскольку она была издана ограниченным тиражом. Кэрол Клерк из Melody Maker обратила внимание на ещё один аспект. Из-за перехода к акустическому звучанию, основное внимание теперь уделяется содержанию песни, а не аранжировке и воздействию на слушателя. «Тайла через свои тексты и то, как он их поёт, перенаправляет нас к его поэтическим амбициям, его романтическому взгляду на звёзды из сточной канавы, его размышлениям о любви и жизни сквозь дно пустой бутылки». Со слов критика, стороны диска также несколько отличались. На The Blue-Blooded Bar Side был собран наиболее тихий набор треков, варьировавшихся от нежного «So Once Was I» до колючего старого блюза «Comfort of the Devil» и мелодичного «Saviour», тогда как на 5th of Whiskey Side был представлен более динамичный материал, вовлекавший в его исполнение всю группу. В первую очередь выделялись яркий юмористический номер «Errol Flynn» и энергичный «Angel». Саймон Уильямс из New Musical Express назвал «Angel» потрясающей вещью, «Bon Jovi с яйцами», а сам мини-альбом — великим.

## Список композиций
Слова и музыка всех песен — написаны Тайлой, если не указано иное.
| №  | Название                    | Длительность |
| -- | --------------------------- | ------------ |
| 1. | «I Think It’s (Love Again)» | 2:05         |
| 2. | «So Once Was I»             | 2:11         |
| 3. | «Comfort of the Devil»      | 2:15         |
| 4. | «Saviour»                   | 2:30         |

| №  | Название                  | Длительность |
| -- | ------------------------- | ------------ |
| 1. | «Errol Flynn»             | 2:11         |
| 2. | «The Bullet-Proof Poet»   | 2:22         |
| 3. | «When the Dream Has Gone» | 1:32         |
| 4. | «Angel»                   | 3:20         |

## Участники записи
Список составлен в соответствии с информацией базы данных Discogs.

| The Dogs D’Amour: - Тайла — вокал, акустическая гитара, электрогитара - Джо «Пёс» Алмейда — cлайд-гитара, акустическая гитара, электрогитара - Стив Джеймс — бас-гитара, саксофон, арфа - Бэм – ударные | Технический персонал: - The Dogs D’Amour — продюсер - Марк Дирнли — продюсер |

## Позиции в хит-парадах
Еженедельные чарты:
| Хит-парад (1989)                 | Высшая позиция | Пребывание в чарте |
| -------------------------------- | -------------- | ------------------ |
| Великобритания (UK Albums Chart) | 16             | 4 недели           |